# NGC 1
NGC 1 även ibland kallad GC 1, UGC 57, PGC 564 eller Holm 2a, är en medelstor spiralgalax belägen i stjärnbilden Pegasus ca 210 till 215 miljoner ljusår från solsystemet.  Den upptäcktes den 30 september 1861 av Heinrich d'Arrest.

## Observationshistorik
NGC 1 observerades första gången av Heinrich d'Arrest 1860 när han testade Köpenhamnsobservatoriets 11-tums refraktorteleskop. Han beskrev sin upptäckt som "svag, liten, rund stjärna mellan 11:e och 14:e magnituden". Herman Schultz observerade också NGC 1 tre gånger 1866 och 1868 med hjälp av ett 9,6 tums refraktorteleskop i Uppsala.
Båda de första observatörerna missade NGC 2, vilken är mycket svagare. NGC 1 verkar vara ganska nära NGC 2, i verkligheten är de två objekten dock belägna långt ifrån varandra och har ingen fysisk relation. NGC 2 observerades först som en "följeslagare" till NGC 1 av Lawrence Parsons.

## Allmänt

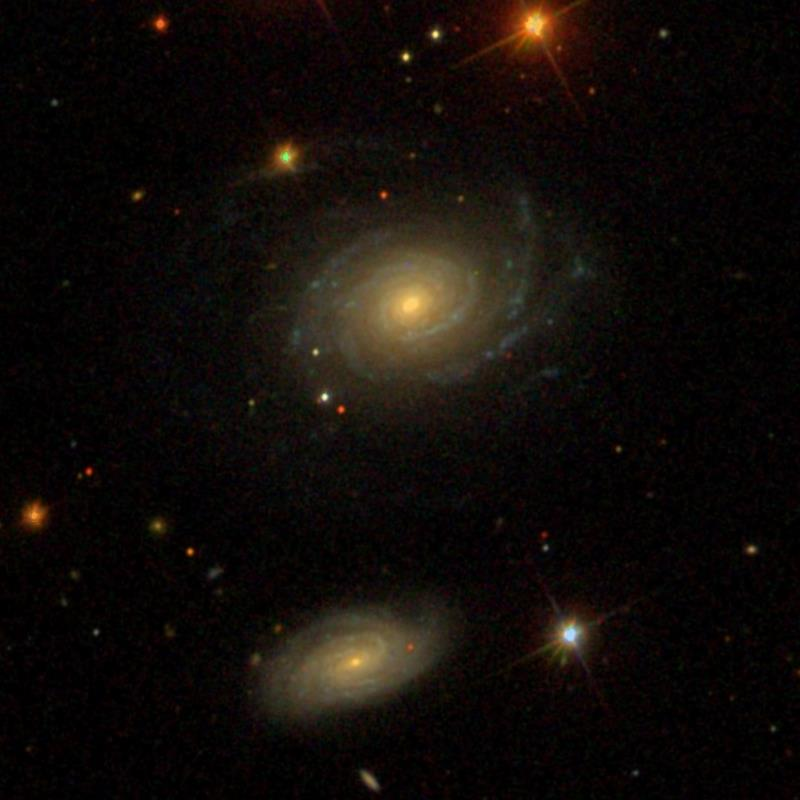
NGC 1 och NGC 2 som en optisk dubbelstjärna

Med uppskattningsvis 140 000 ljusår i diameter är NGC 1 ungefär lika stor som Vintergatan, som beräknas vara ca 160 000 ljusår tvärs över. Även om dess skenbara magnitud på 13,65 får galaxen att verka för svag för att vara synlig för blotta ögat, gör dess absoluta magnitud på -22,08 NGC 1 två till tre gånger mer ljusstark än vår hemgalax. Galaxen ligger 4,0 miljoner ljusår från den 80 000 ljusår breda galaxen UGC 69, dess närmaste stora granne.
NGC 1 har en skenbar storlek på 1,6 × 1,2 bågsekunder. Den klassificeras som en galax av SABbc-typ med Hubblesekvensen och De Vaucouleurssystemet som en förlängning, och är en spiralgalax med närvaro av en svag kärnstav och löst lindade spiralarmar. Även om centralgalaxen endast har en diameter av omkring 90 000 ljusår, sträcker sig en stor diffus arm österut från den, eventuellt kvar från en tidigare sammanslagning.
Baserat på dess rödförskjutning på ungefär 0,015177 och således recessionshastighet av 4 450 km/s, kan galaxens avstånd från solsystemet beräknas med hjälp av Hubbles lag. Med hjälp av aktuella observationsdata placerar detta galaxen på ca 210 till 215 miljoner ljusår från jorden, vilket är i gott samförstånd med andra avståndsberäkningar oberoende av rödförskjutning på 175 till 245 miljoner ljusår. En motsatt mätning av galaxens recessionshastighet på 2 215 km/s skulle placera den bara ca 100 miljoner ljusår bort. Detta anses dock osannolikt av de flesta astronomer och antas vara ett felaktigt värde för en annan galax.